# Pedro Fiaschi
Pedro Fiaschi (1976) es un botánico y profesor brasileño. Realizó extensas expediciones botánicas en la Amazonia, los Cerrado, y la Mata Atlántica.
En 1999, es licenciado en Ciencias Biológicas por la Universidad de São Paulo; en 2002, su M.Sc. en Ciencias Biológicas (Botánica) también por la alta casa de estudios. Y en 2009, obtuvo el doctorado por la Virginia Commonwealth University.
Es investigador, y curador del Departamento de Botánica del Centro de Ciencias Biológicas, Universidad Federal de Santa Catarina.
Actúa principalmente en taxonomía de la familia Araliaceae, con énfasis en Schefflera.

## Algunas publicaciones
- thiago felipe de Araújo, pedro Fiaschi, andré m. Amorim. 2014. Erythroxylum (Erythroxylaceae) na Mata Atlântica da Bahia, Brasil. Rodriguésia [online] 65 (3) [visto 2 de diciembre de 2014]: 637-658 ISSN 2175-7860. http://dx.doi.org/10.1590/2175-7860201465305.
- pedro Fiaschi. 2014. Three new species and a revised key to species of Oxalis section Polymorphae (Oxalidaceae). Brittonia 66 (2 ): 134
- josé r. Pirani. 2009. Review of plant biogeographic studies in Brazil. J. of Systematics and Evolution 47 (5):477-496. DOI: 10.1111/j.1759-6831.2009.00046.x
- s.l. jung-Mendaçolli. 2006. Tres nuevas especies de Dendropanax Decne. & Planch. (Araliaceae) del estado de São Paulo, BrasilTres nuevas especies de Dendropanax Decne. & Planch. (Araliaceae) del estado de São Paulo, Brasil. Candollea 61: 457-466
- 2005. Three new species of Dendropanax (Araliaceae) from Bahia, Brazil. Brittonia 57: 240-247

### Editor
- Flora da Bahia: Catasetum (Orchidaceae)[6]

## Reconocimientos
- Miembro de la "Sociedade Botânica do Brasil"
- Miembro del Consejo Científico del periódico Iheringia, Serie Botánica[7]

## Eponimias
- (Melastomataceae) Physeterostemon fiaschii R.Goldenb. & Amorim[8]